# ان-استیل‌گالاکتوزامین
ان-استیل‌گالاکتوزامین (به انگلیسی: N-Acetylgalactosamine) با فرمول شیمیایی C۸H۱۵NO۶ یک ترکیب شیمیایی با شناسه پاب‌کم ۸۴۲۶۵ است. که جرم مولی آن ۲۲۱٫۲۱ g/mol می‌باشد. 